# 우리 동네 (드라마)
《우리 동네》는 1989년 7월 17일부터 1989년 12월 25일까지 방송되었던 전원 드라마 작품이다.

## 제작진
- 극본 : 박구홍
- 연출 : 엄기백

## 출연진
- 김성녀
- 김인문
- 박주아
- 박찬환
- 조형기
- 박혜숙
- 엄유신
- 윤문식
- 김진구
- 최명수